# D'Arcy Thompson Zoology Museum
D'Arcy Thompson Zoology Museum er et zoologisk museum ved University of Dundee i Skotland.
Museet har navn efter den skotske biolog og matematiker D'Arcy Thompson (1860–1948), der grundlagde det i 1880'erne. Thompson begyndte at indsamle eksemplarer til et museum lige efter han var blevet professor i biologi på det daværende University College, Dundee i 1885. En udvidelse af hans afdeling i 1893 gjorde det muligt at få opført et museum, der siden voksede til at blive et af de største af sin slags i Storbritannien i sin samtid.
Den oprindelige museumsbygning blev revet ned sammen med nabobygninger i 1956-57 for at gøre plads til Tower Building, og meget af Thompsons oprindelige samling blev spredt. Det resterende materiale blev opbevaret på et lager i mange år indtil et nyt museum blev etableret i Biological Sciences Institute i 1980'erne. Denne bygning bliver ligeledes revet ned på et senere tidspunkt, og i 2007 blev der indrettet et nyt museum i Carnelley Building, der formelt fik navn D’Arcy Thompson Zoology Museum efter grundlæggeren.
Museet har en samling af fugle, fisk, insekter, pattedyr og reptiler fra hele verden, sammen med mange af Thompsons oprindelige modeller og læringsværktøjer, inklusive havdyr af glas af Leopold and Rudolf Blaschka og en modeller og væskepræparater af Vaclav Fric. Mange af eksemplarerne og modellerne har relation til Thompsons interesse i matematisk biologi, der ledte til hans berømte bog On Growth and Form (1917)
Museet har 27 eksemplarer fra HMS Challangers rejse 1872–1876 og materiale fra adskillige andre berømte ekspedition inklusive Dundee-ekspeditionen i 1892–3, Ingolf-ekspeditionen Expedition i 1895–6, Nimrod-ekspeditionen i 1907–09 og Discovery-ekspeditionerne i 1930'erne. Der er også en række eksemplarer af forskellige uddøde arter inklsuive huia tasmansk pungulv.
Museet rummer desuden en kunstsamling inspirerer at Thompsons arbejde inklusive hans bog On Growth and Form, hvoraf dele blev finansieret af den britisk Art Fund. Dette inkluderer værker af Henry Moore, Victor Pasmore, Wilhelmina Barns-Graham, William Turnbull og Salvador Dalí, et originalt katalog fra Richard Hamilton, Growth and Form exhibition (1951) og digital kunst af celler af Andy Lomas.